# El Copal (Chiapas)
El Copal es una localidad del estado mexicano de Chiapas. Es parte del municipio de Bochil. En esta localidad se encuentra el Instituto Tecnológico de Tuxtla Gutiérrez - Campus Bochil.

## Demografía
| Gráfica de evolución demográfica |
|                                  |

| Censo | Población |
| ----- | --------- |
| 1980  | 462       |
| 1990  | 642       |
| 2000  | 854       |
| 2010  | 1 133     |
| 2020  | 1 256     |